# Hoplocampa minuta
Hoplocampa minuta är en stekelart som först beskrevs av Christ 1791.  Hoplocampa minuta ingår i släktet Hoplocampa, och familjen bladsteklar. Det är osäkert om arten förekommer i Sverige.

## Bildgalleri

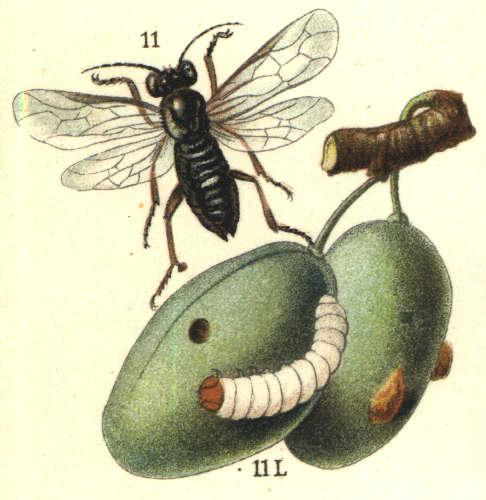